# Exophorie
L'exophorie est une forme d'hétérophorie se définissant comme une déviation des globes oculaires apparaissant seulement lorsque la vision des deux yeux est dissociée.
L'exophorie peut être causée par plusieurs facteurs :
- Les erreurs de réfraction : une déviation à distance et de près équivalente.
- Les excès de divergence : une exodéviation de plus de 15 dioptres de plus à distance que de près.
- Les insuffisances de convergence : une exodéviation de près plus grande que la distance de déviation[2].

Ces causes peuvent être dues à des problèmes nerveux, musculaires, congénitaux, ou d'anomalies mécaniques. Contrairement à l'exotropie, la fusion est possible dans ces conditions, rendant la diplopie peu courante.